# Ayo Dosunmu

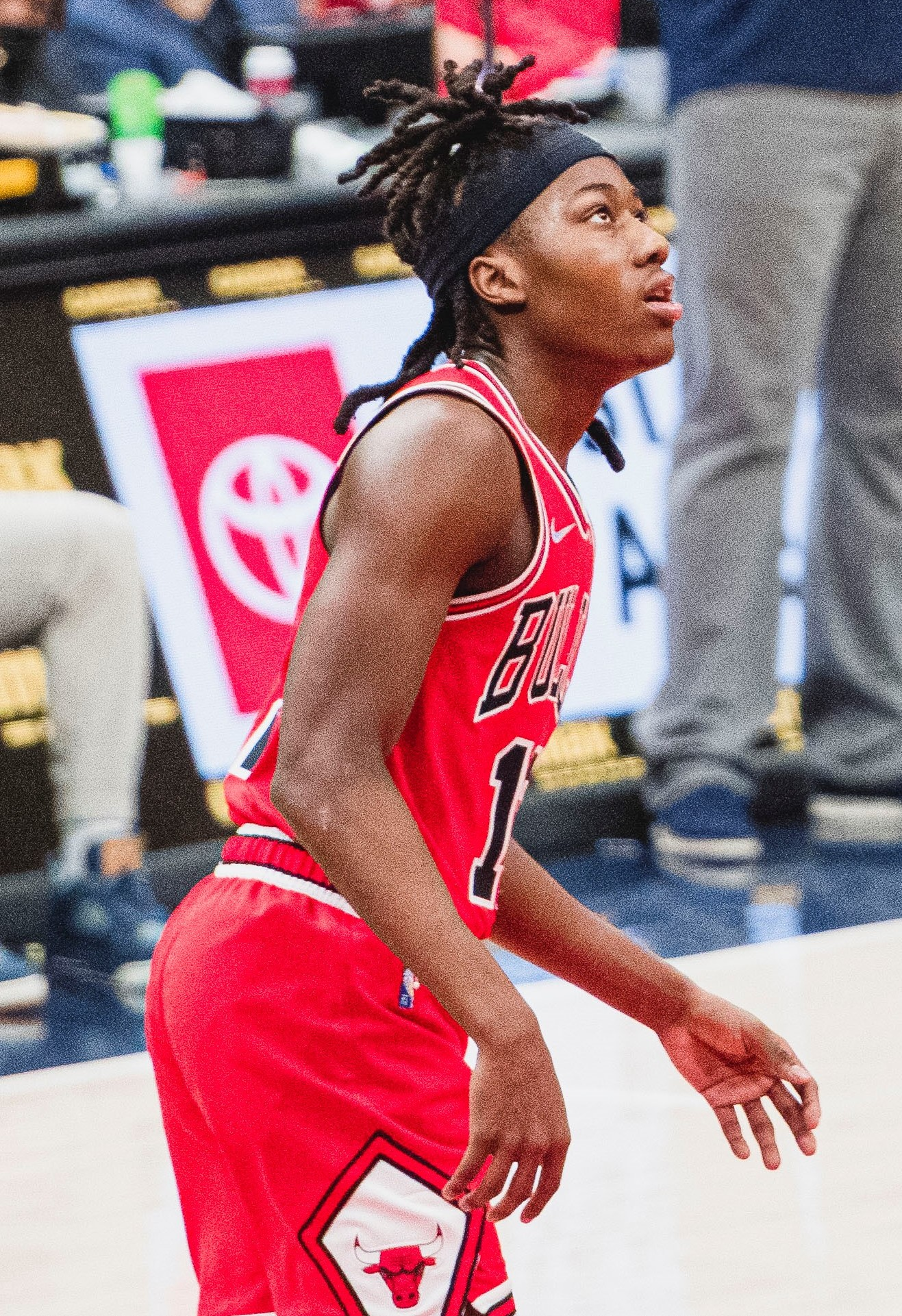
Ayo Dosunmu, 2022.

Quamdeen Ayopo "Ayo" Dosunmu, född 17 januari 2000 i Chicago i Illinois, är en amerikansk professionell basketspelare (SG) som spelar för Chicago Bulls i National Basketball Association (NBA).
Han draftades av Chicago Bulls i andra rundan i 2021 års draft som 38:e spelare totalt.
Innan Dosunmu blev proffs studerade han vid University of Illinois at Urbana-Champaign och spelade för deras idrottsförening Illinois Fighting Illini.